# 피아 히르체거
피아 히르체거(독일어: Pia Hierzegger, 1972년 2월 2일~)는 오스트리아의 배우이다.